# 卡尔纳斯
卡尔纳斯（法語：Carnas，法語發音：[kaʁnas]）是法国加尔省的一个市镇，属于勒维冈区。

## 地理
卡尔纳斯（43°49'52"N, 3°59'16"E）面积15.49 平方千米，位于法国奧克西塔尼大區加尔省，该省份为法国南部沿海省份，南端濒地中海，北起顺时针与阿尔代什省、沃克吕兹省、罗讷河口省、埃罗省、阿韦龙省和洛泽尔省接壤。
与卡尔纳斯接壤的市镇（或旧市镇、城区）包括：阿斯佩尔、布鲁泽莱基萨克、加扬、圣克莱芒、加拉尔格、加里格、萨尔当、圣博济勒德蒙梅勒、瓦基耶尔。
卡尔纳斯的时区为UTC+01:00、UTC+02:00（夏令时）。

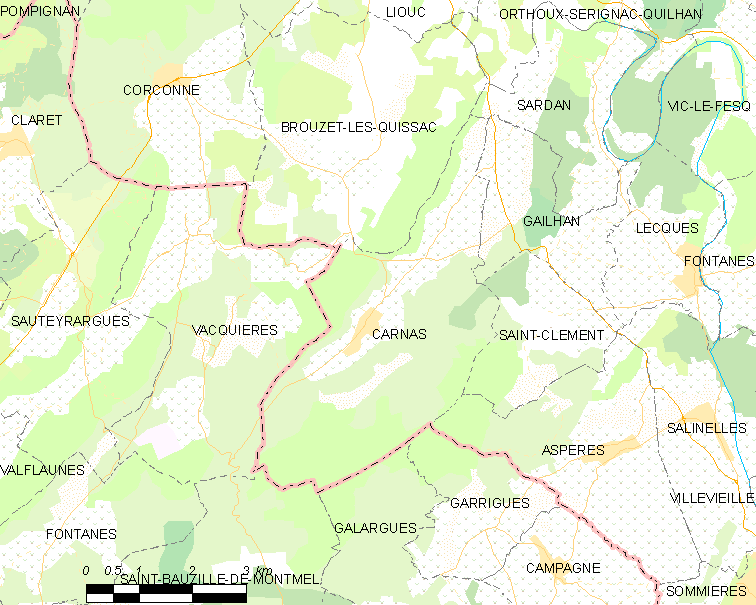
卡尔纳斯的OSM定位图

## 行政
卡尔纳斯的邮政编码为30260，INSEE市镇编码为30069。

## 政治
卡尔纳斯所属的省级选区为基萨克县。

## 人口

1962-2008年间卡尔纳斯人口变化图示

卡尔纳斯于2022年1月1日时的人口数量为540人。